# Menneville (Pas-de-Calais)
Menneville ist eine französische Gemeinde mit 652 Einwohnern (Stand: 1. Januar 2022) im Département Pas-de-Calais in der Region Hauts-de-France (vor 2016 Nord-Pas-de-Calais). Sie gehört zum Arrondissement  Boulogne-sur-Mer und zum Kanton Desvres. 

## Geographie
Menneville liegt etwa 18 Kilometer ostsüdöstlich von Boulogne-sur-Mer. Die Gemeinde gehört zum Regionalen Naturpark Caps et Marais d’Opale.
Umgeben wird Brunembert von den Nachbargemeinden Bournonville im Norden und Nordwesten, Selles im Nordosten, Saint-Martin-Choquel im Osten, Courset im Süden sowie Desvres im Westen und Südwesten.

## Bevölkerungsentwicklung
| Jahr                      | 1962 | 1968 | 1975 | 1982 | 1990 | 1999 | 2006 | 2013 |
| Einwohner                 | 358  | 317  | 347  | 440  | 605  | 627  | 656  | 714  |
| Quelle: Cassini und INSEE |      |      |      |      |      |      |      |      |

## Sehenswürdigkeiten

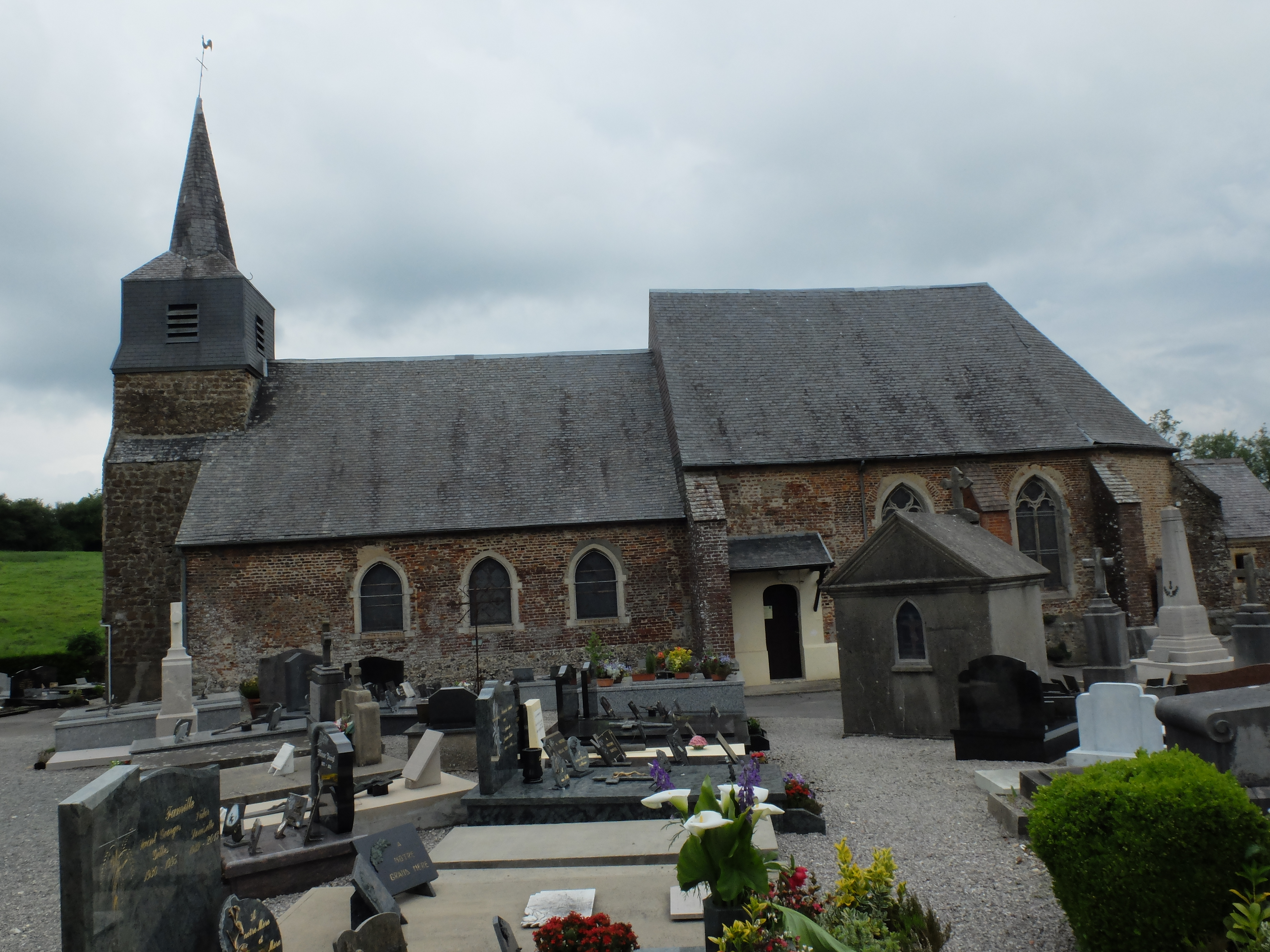
Kirche Saint-Omer

- Kirche Saint-Omer aus dem 18. Jahrhundert
- Reste eines Schlosses auf dem Mont Hulin, erbaut 1545, 1678 zerstört